# Даллах

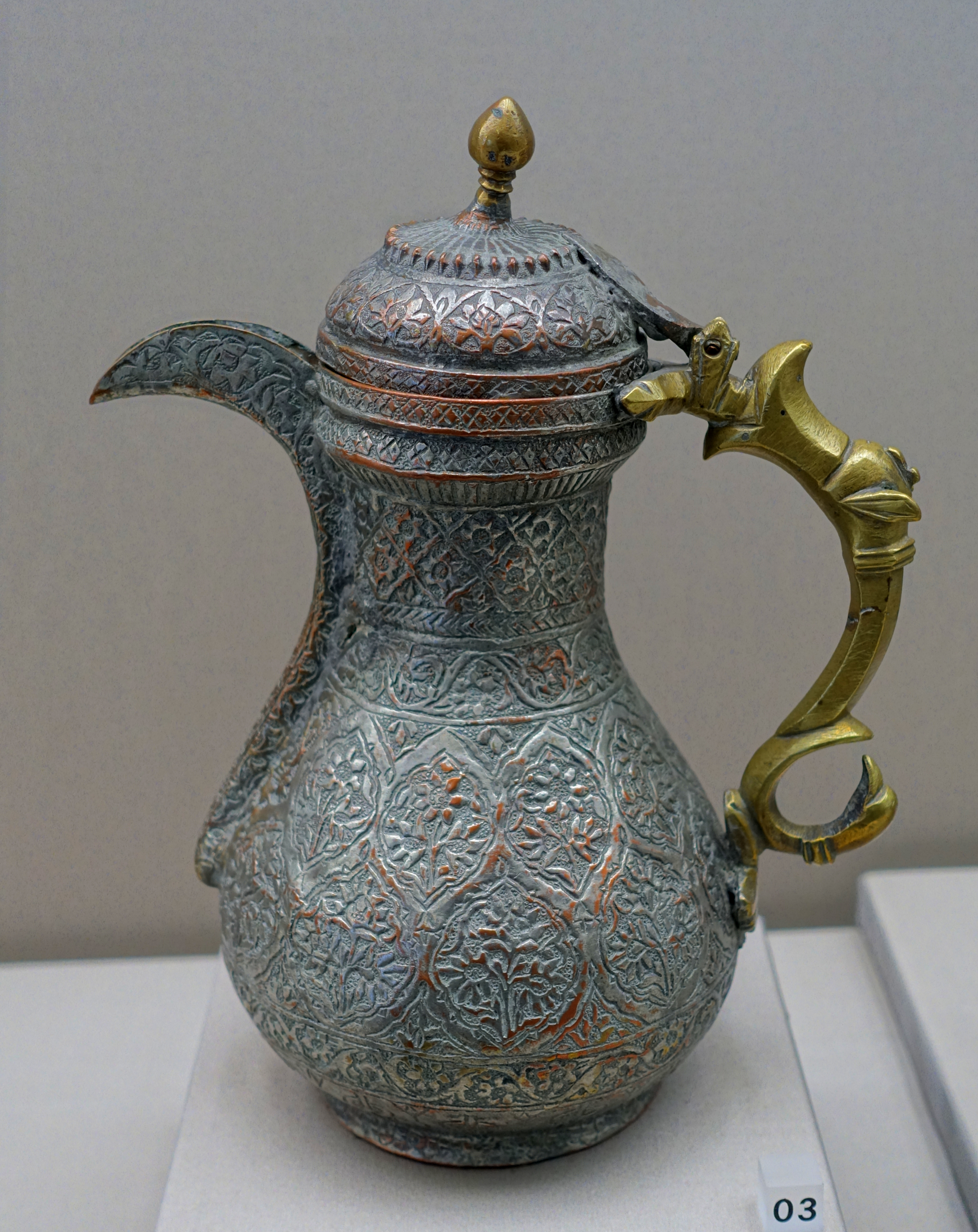
Мідний даллах

Даллах (мн. далла) (араб. دلة) традиційний арабський кавник, який використовували протягом декількох століть для варіння та подачі арабської кави кахва (араб. قهوة), яка поширена на території країн Перської затоки і яку готують слідуючи тривалому ритуалу, а також пряної та гіркої кави халіджі (араб. خليجي), яка традиційно вживається під час свят, таких як Ураза-байрам.
Витоки походження даллаха на цей час невідомі. Найбільш ранні згадки про даллах, як про кавник сучасної форми, належать до середини 17 століття.

## Форма та матеріали

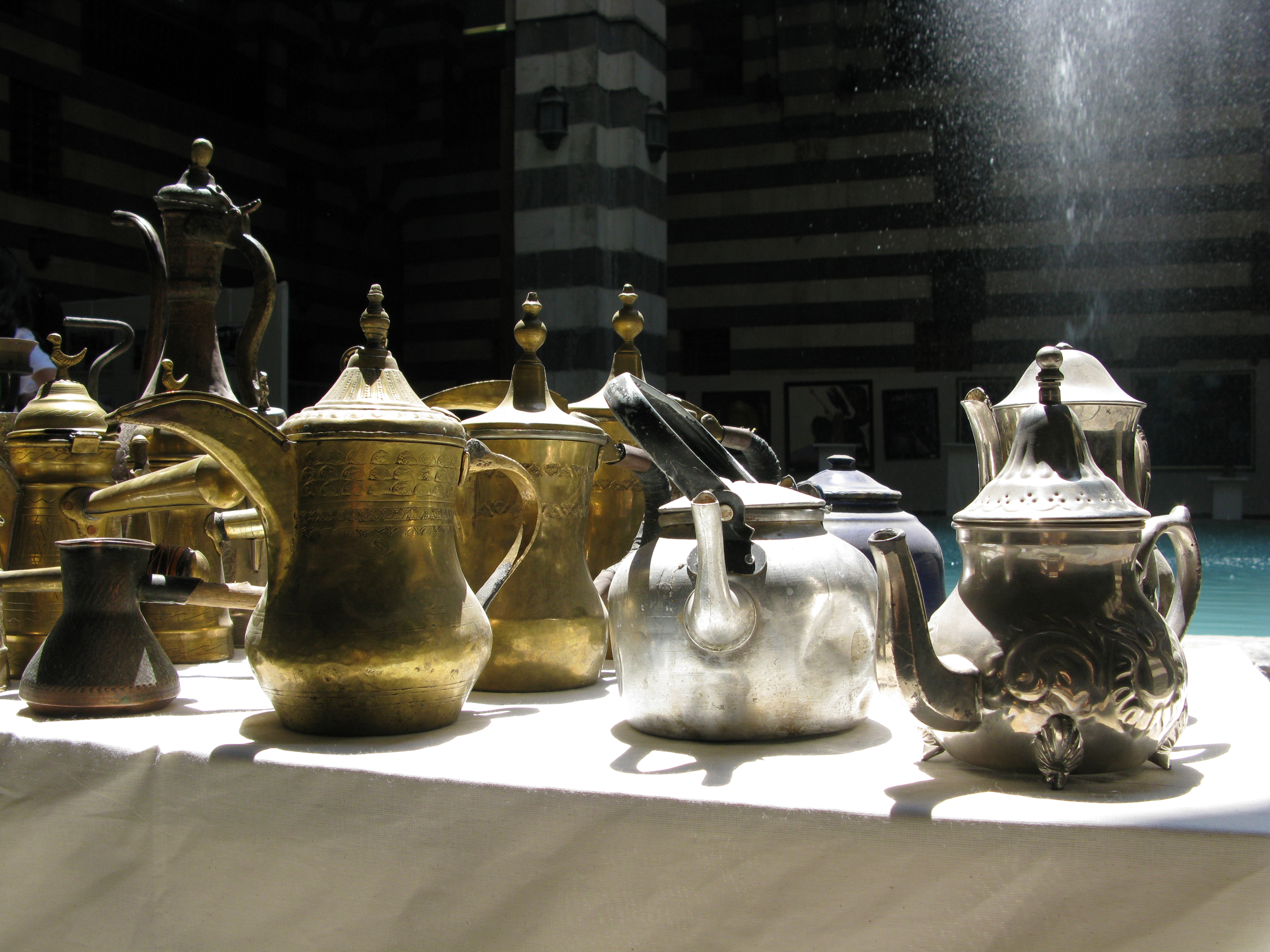
Далла

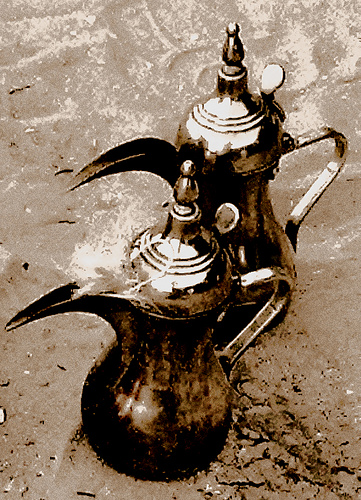
Далла

Даллах відрізняється своєю особливою формою, з опуклою основою, яка звужується до «лінії талії» в середині і знову розширюється вгорі, прикритою шпилеподібною кришкою, яка увінчана високим наконечником, і звивистою ручкою. Головна відмінна риса даллаха - це довгий, дзьобоподібний носик у формі півмісяця, який звужується від корпусу до закінчення. Цей «дзьоб» може бути накритий металевою заслінкою, щоб кава довше залишалася гарячою, але зазвичай він відкритий зверху таким чином, що при наливанні було видно як кава струмує уздовж по носику. Крім того, для запобігання попадання кавової гущі в чашку при розливі, в носик традиційно поміщають пучок пальмового волокна, який виступає в ролі фільтра.
Даллах може бути виготовлений з латуні, сталі, срібла й навіть з 24-каратного золота для особливих випадків або для використання членами королівської сім'ї.
Даллах зазвичай багато декорований, наприклад гравіюванням у формі геометричних візерунків, стилізованих рослин та квітів, любовних сцен з арабської поезії або прикрашені напівдорогоцінним камінням та слоновою кісткою.

## Значення в культурі
Кавник поширений в традиціях Аравійського півострова та бедуїнів. Від давнини бедуїни використовували ритуали приготування, подачі та пиття кави як демонстрацію гостинності, щедрості та багатства. На більшій частині Близького Сходу ритуали пов'язані з кавою і раніше асоціюються зі спілкуванням з друзями, родичами та діловими партнерами. Крім того, даллах зазвичай використовується під час важливих церемоній та обрядів, таких як народження дитини, одруження, похорон та деякі ділові зустрічі.
Даллах грає настільки важливу роль в культурному коді арабських держав Перської затоки, що він зображений на монетах та як основи для скульптурних об'єктів. Також даллах відображається на водяних знаках як засіб безпеки на кількох банкнотах Саудівської Аравії.

## Приготування кави
Для приготування арабської кави за найпростішим рецептом, в даллах поміщають воду, злегка обсмажену каву та мелений кардамон, які потім варять протягом 10-20 хвилин. Готовий напій наливають нефільтрованим в чашки демітас. Традиційні та регіональні рецепти приготування арабської кави припускають додавання шафрану або інших спецій.